# Nederlandse Zorgautoriteit

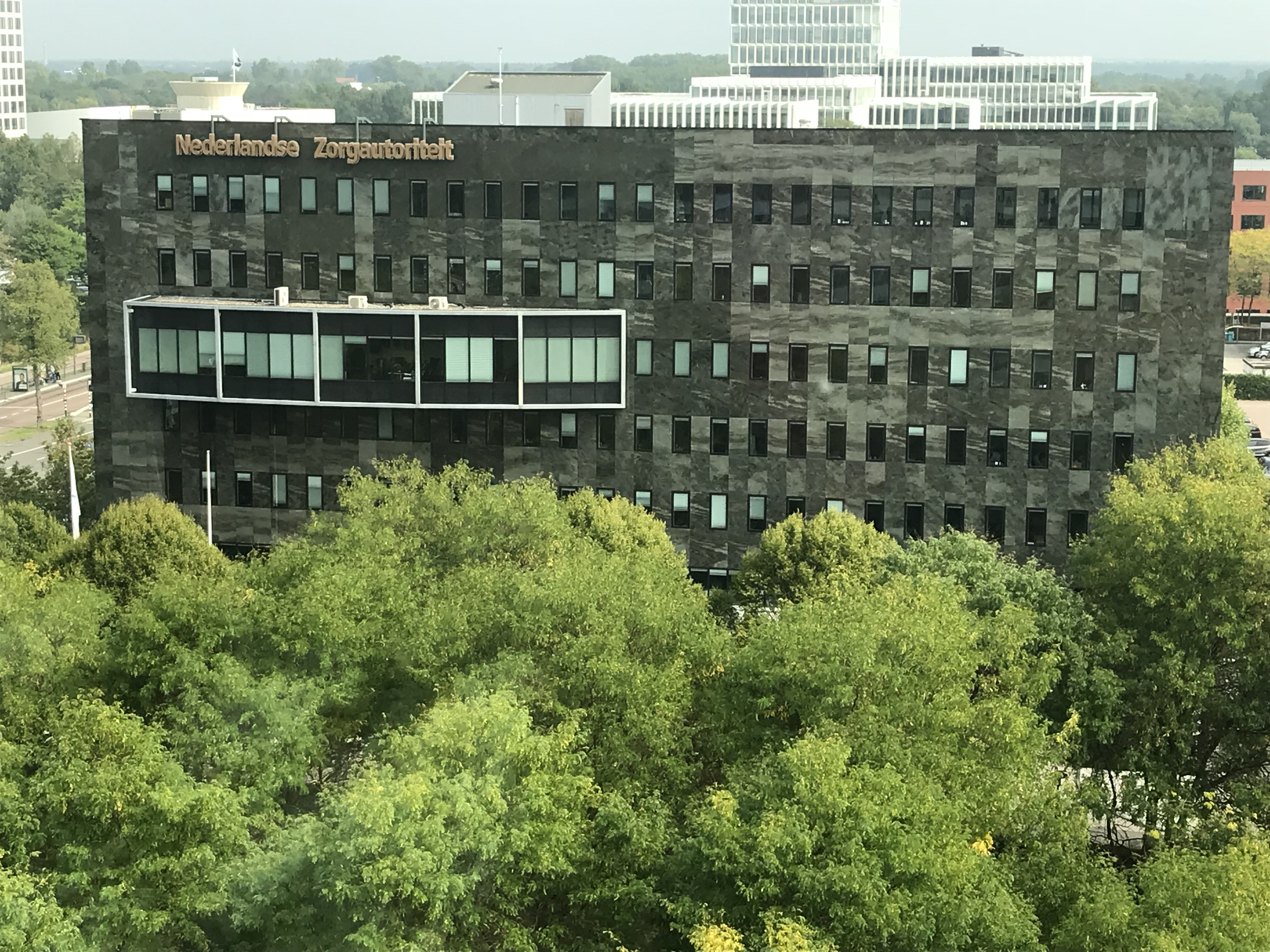
Kantoor van de Nederlandse Zorgautoriteit in Utrecht

De Nederlandse Zorgautoriteit (NZa) is een Nederlands zelfstandig bestuursorgaan, dat sinds 1 oktober 2006 bestaat. De NZa maakt regels voor zorgaanbieders en zorgverzekeraars en houdt toezicht op de naleving hiervan. De NZa bestaat op basis van de Wet marktordening gezondheidszorg en valt onder toezicht van de minister van Volksgezondheid, Welzijn en Sport. De NZa is gevestigd in Utrecht, er werken ruim 500 medewerkers in 2024.

## Ontstaan NZa
De instelling van de NZa hing samen met het stelsel van zorgverzekeringen dat op 1 januari 2006 in Nederland werd ingevoerd. De NZa trad niet gelijk met de invoering van het zorgstelsel in werking omdat de bijbehorende wetgeving niet op tijd klaar was. In de Nederlandse Zorgautoriteit werden het College tarieven gezondheidszorg (CTG) en het College van toezicht op de zorgverzekeringen (CTZ) samengevoegd tot één bestuursorgaan dat toezicht moet houden op de uitvoering van de Zorgverzekeringswet en de Wet langdurige zorg. De NZa stelt zich tot doel om toegankelijke, betaalbare en goede gezondheidszorg voor iedereen te bevorderen. Volgens het nieuwe zorgstelsel van 2006 moeten patiënten en verzekerden hun eigen zorgaanbieder en verzekeraar kunnen kiezen, daarvoor is goede informatie nodig. De NZa let er op dat ziekenhuizen, verzekeraars en artsen goede, eerlijke en begrijpelijke informatie geven over prijzen, polissen en prestaties. Het nieuwe zorgstelsel is gebaseerd op 'gereguleerde marktwerking', de NZa moet er op toezien dat de overgang naar meer marktprikkels goed verloopt en dat verzekeraars de Zorgverzekeringswet en de Wet langdurige zorg goed uitvoeren. Daar waar er binnen de zorg geen sprake is van marktwerking, stelt de NZa tarieven vast.

## Bevoegdheden en taken
De NZa stelt tarieven vast waar dat nodig is in de curatieve en in de langdurige zorg, samen met de brancheorganisaties van zorgverzekeraars (ZN), de consumenten- en patiëntenorganisaties (NPCF en Consumentenbond) en de brancheorganisaties van zorgaanbieders. Een van de regelingen is de Regeling prestaties en tarieven medisch specialistische zorg die sinds 2012 geldt, en de bijbehorende Tarieventabel DBC-zorgproducten en overige zorgproducten. Andere regelingen zijn de regelingen voor de tarieven in de langdurige zorg en de huisartsenzorg. Daarnaast zijn er regels om te zorgen dat zorgverzekeraars en zorgaanbieders patiënten en verzekerden goed informeren. Dit is een belangrijke voorwaarde voor verzekerden om een zorgpakket te kunnen kiezen en voor patiënten om voorafgaand aan de behandeling te weten welke zorg er geleverd wordt en wat zij eventueel zelf moeten betalen.
Op basis van meldingen van consumenten en risico-analyses houdt de NZa toezicht op zorgaanbieders en zorgverzekeraars.
In 2012 en 2013 kwamen veel signalen binnen bij de NZa maar ook bij consumentenorganisaties van vermoedens van onterechte declaraties in ziekenhuizen en in de GGZ. In 2013 en 2014 is er daarom verscherpt toezicht op correct declareren in deze sectoren. In 2014 doen de ziekenhuizen zelf ook onderzoek om incorrecte declaraties uit het verleden te corrigeren.
Zorgverzekeraars zien alle zorgdeclaraties en moeten controleren of de zorgnota's voor hun verzekerden juist zijn. Vooral de kleinere, regionale zorgverzekeraars pakken misbruik of oneigenlijk gebruik van fraude het beste aan, zo bleek uit onderzoek van de NZa.

## Bestuur en samenwerking met andere toezichthouders
Sinds 1 april 2024 bestaat de raad van bestuur uit Geranne Engwirda en Karina Raaijmakers.
Organisaties waar de NZa mee samenwerkt zijn de Inspectie Gezondheidszorg en Jeugd (die toeziet op de kwaliteit van de zorg), de Autoriteit Consument en Markt (die fusies toetst en het verbod op misbruik van een economische machtspositie handhaaft) en De Nederlandsche Bank (die controleert of verzekeraars genoeg reserves hebben om aan hun verplichtingen te voldoen). In haar toezichtsonderzoeken werkt de NZa waar nodig samen met het Openbaar Ministerie, de Fiscale Inlichtingen- en Opsporingsdienst en de Inspectie sociale zaken en werkgelegenheid.

## Debat rond werkzaamheden en bevoegdheden
In de periode voordat de NZa operationeel werd, waren er in Nederland debatten over de bevoegdheden van het orgaan. Zorgverzekeraars vreesden dat ze te zeer in hun vrijheid zouden worden beperkt, terwijl patiëntenorganisaties vonden dat de NZa juist te weinig bevoegdheden zou krijgen. Artsen vreesden dat de NZa te veel gegevens over patiënten zou verzamelen, waardoor de privacy in het geding zou komen. De NZa kreeg uiteindelijk veel beleidsvrijheid bij het vaststellen van haar eigen werkzaamheden. Die werkzaamheden bestaan onder andere uit het volgen van ontwikkelingen in de gezondheidszorg en het gevraagd en ongevraagd adviseren over beleid en regelgeving. De NZa controleert ook of verzekeraars zich houden aan de acceptatieplicht en het orgaan inspecteert de wijze waarop verzekeraars zorg inkopen. De NZa heeft een wettelijke bevoegdheid tot het vaststellen van regelgeving omtrent prestatiebeschrijvingen en kostentoerekening. Ook kan de NZa optreden bij een verstoring van concurrentieverhoudingen in de gezondheidszorg.
De kritiek op de bevoegdheden van de NZa door zorgaanbieders is van lange duur. Onder andere in de geestelijke gezondheidszorg vrezen zorgaanbieders dat de privacy van patiënten wordt aangetast, doordat de NZa vaststelde dat psychiatrische behandeling alleen nog kan worden vergoed als de diagnose op de declaratie wordt vermeld. De NZa constateert echter dat zorgverzekeraars zich houden aan de gedragscodes voor het gebruik van medische gegevens, die samen met het College bescherming persoonsgegevens werden opgesteld.
Minister Edith Schippers heeft in 2011 ingegrepen in het NZa-dossier van het Rotterdamse Oogziekenhuis. Dat zou tegen het principe van een zbo en Schippers' eigen regels indruisen. De minister stuurde over de besluitvorming voor het extra budget voor het Oogziekenhuis Rotterdam vervolgens een feitenrelaas naar de Tweede Kamer.

## Commissie-Borstlap
Op 19 april 2014 verscheen een artikel in de NRC dat de leiding van de NZa een rapport over de slechte financiële situatie van ziekenhuizen bewust zou hebben bijgekleurd en zo de minister verkeerd had voorgelicht. Dit bleek uit een rapport van senior beleidsmedewerker en klokkenluider Arthur Gotlieb, die op 22 januari van dat jaar op vijftigjarige leeftijd zelfmoord pleegde, nadat hij twee weken eerder zijn 600 pagina's tellend rapport had ingediend als bezwaarschrift tegen zijn eerste negatieve beoordeling in veertien jaar dienstverband. Het bezwaardossier betoogde verder dat patiëntgegevens en vertrouwelijke documenten niet veilig waren binnen de organisatie. Gotlieb had dit vaker intern kenbaar gemaakt maar had geen gehoor gevonden. De NZA legde de verantwoordelijkheid elders en stelde dat er geen cijfers waren verdoezeld maar dat deze waren besproken met het ministerie van VWS en op hun verzoek niet in het definitieve rapport waren opgenomen.
Nadat de documentatie van Gotlieb ter kennis van minister Edith Schippers was gekomen, stelde deze, op verzoek van de Nederlandse Zorgautoriteit, een onafhankelijke onderzoekscommissie in onder leiding van Hans Borstlap, oud-topambtenaar en lid van de Raad van State In de pers kwam vervolgens het beeld naar voren van de Nederlandse Zorgautoriteit als een organisatie die boetes oplegt wanneer bedrijven slordig zijn met hun administratie, terwijl ze zelf patiëntendossiers en rechtbankstukken laat slingeren.
Op 1 september 2014 lekte het rapport van de commissie Borstlap voortijdig uit. Vooral de 100 miljoen euro subsidie aan het Eramus MC onder minister Klink in 2009 zorgde voor politieke vragen. Edith Schippers concludeerde in een brief aan de Kamer dat haar voorganger op dit dossier onjuist had gehandeld. Het rapport werd op 2 september 2014 naar de Tweede Kamer gezonden en publiek door de voorzitter gepresenteerd, samen met een accountantsonderzoeksrapport naar het declaratiegedrag door de NZa-top.
Op 26 september 2014 werd bekend dat de directe leidinggevende van Arthur Gotlieb, vertrok bij de NZa. Een andere leidinggevende zou worden overgeplaatst.

## Ontslag NZa-bestuur juni 2014
Op 17 juni 2014 onthief minister Edith Schippers de bestuursleden van hun bestuursfuncties. Er was de week ervoor ophef ontstaan over dienstreizen van NZa-bestuurders, die werden gefinancierd door onder andere de farmaceutische industrie. De minister vroeg daarop een extern accountant om een oordeel. Op 23 juni werd Maarten Ruys als interim-voorzitter benoemd. Per 1 juni 2015 volgde Marian Kaljouw hem op voor een periode van vier jaar. In maart 2019 werd bekend dat zij voor nog eens vier jaar is herbenoemd.